# Saltatricula
Saltatricula är ett fågelsläkte i familjen tangaror inom ordningen tättingar: Normalt omfattar det endast chacosaltatorn (Saltatricula multicolor) men efter DNA-studier som visar att svartstrupig saltator (Saltator atricollis) är dess närmaste släkting förs den senare nu även till släktet. 